# Harsdorf von Enderndorf

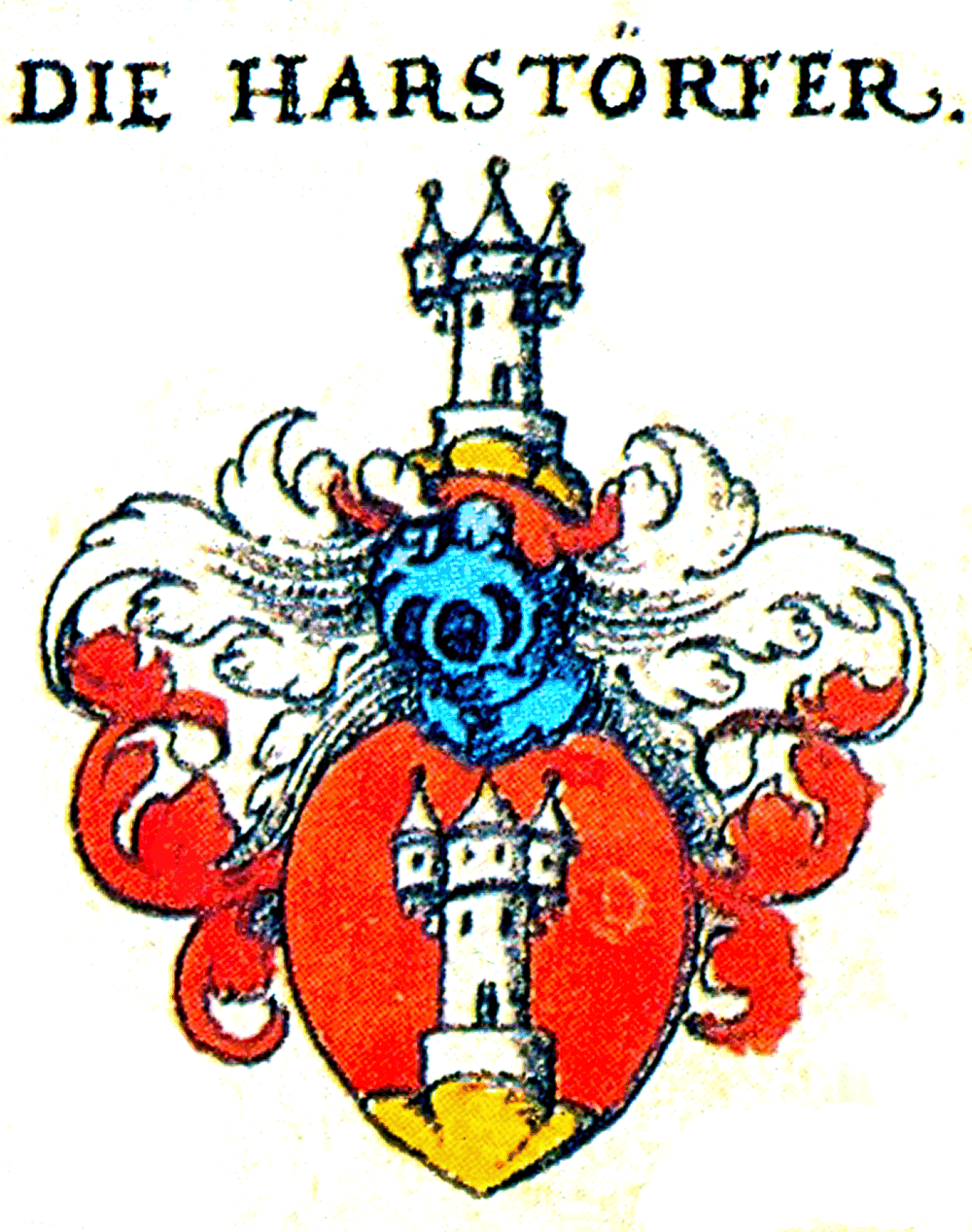
Das Wappen der Harsdörfer

Die Harsdorf von Enderndorf (historisch auch: Harsdörffer, Harsdoerfer, Harsdorfer oder Harstörfer) sind eine alte Patrizierfamilie der Reichsstadt Nürnberg – erstmals urkundlich erwähnt im Jahr 1377. Die Harsdorf waren, mit kurzen Unterbrechungen, ab 1450 bis zum Ende der reichsstädtischen Zeit im Jahre 1806 im „Inneren Rat“ vertreten und gehörten nach dem „Tanzstatut“ zu den „erst zugelassenen“ ratsfähigen Geschlechtern.

## Geschichte
Die Harsdorfer stammten aus der Ministerialität um Kulmbach, wahrscheinlich aus der gleichnamigen Ortschaft Harsdorf. Um Mitte des 14. Jahrhunderts ließen sich zwei Junker Harsdorf in der Reichsstadt Nürnberg nieder und nahmen 1377/80 das Bürgerrecht an. Mit der Zulassung zum „Inneren Rat“ 1450 wurden sie in das Nürnberger Patriziat aufgenommen. Sie stellten fortan zahlreiche Ratsherren und Bürgermeister.
Sie waren wohl schon früh begütert, denn bereits Anfang des 15. Jahrhunderts gehörten sie, neben den Schürstab, Rummel, Stromer und Herdegen Valzner zu den Finanziers von König Ruprecht. Sie mehrten ihren Reichtum vor allem durch den Fernhandel. Die Harsdorfsche Handelsgesellschaft ist ab 1460 im Handel mit böhmischen Städten nachgewiesen und betrieb, zusammen mit den Tetzel von Kirchensittenbach, ab 1466 einen Kupferhammer mit Schmelzhütte in Enzendorf und war ab 1472, bis zum Übergang an die Ebner von Eschenbach, dessen alleiniger Inhaber. Die Harsdorf waren noch bis ins frühe 17. Jahrhundert als Montanunternehmer in den Kupferrevieren Thüringens und Sachsens tätig und in der Spätphase eng verbunden mit den Imhoff. Ein Zweig ging in die Reichsstadt Ulm und stellte dort ebenfalls Bürgermeister.
1813 als Edle dem bayerischen Adel immatrikuliert, wurden die Harsdorf von Enderndorf 1841 in den bayerischen Freiherrenstand erhoben.

## Besitzungen

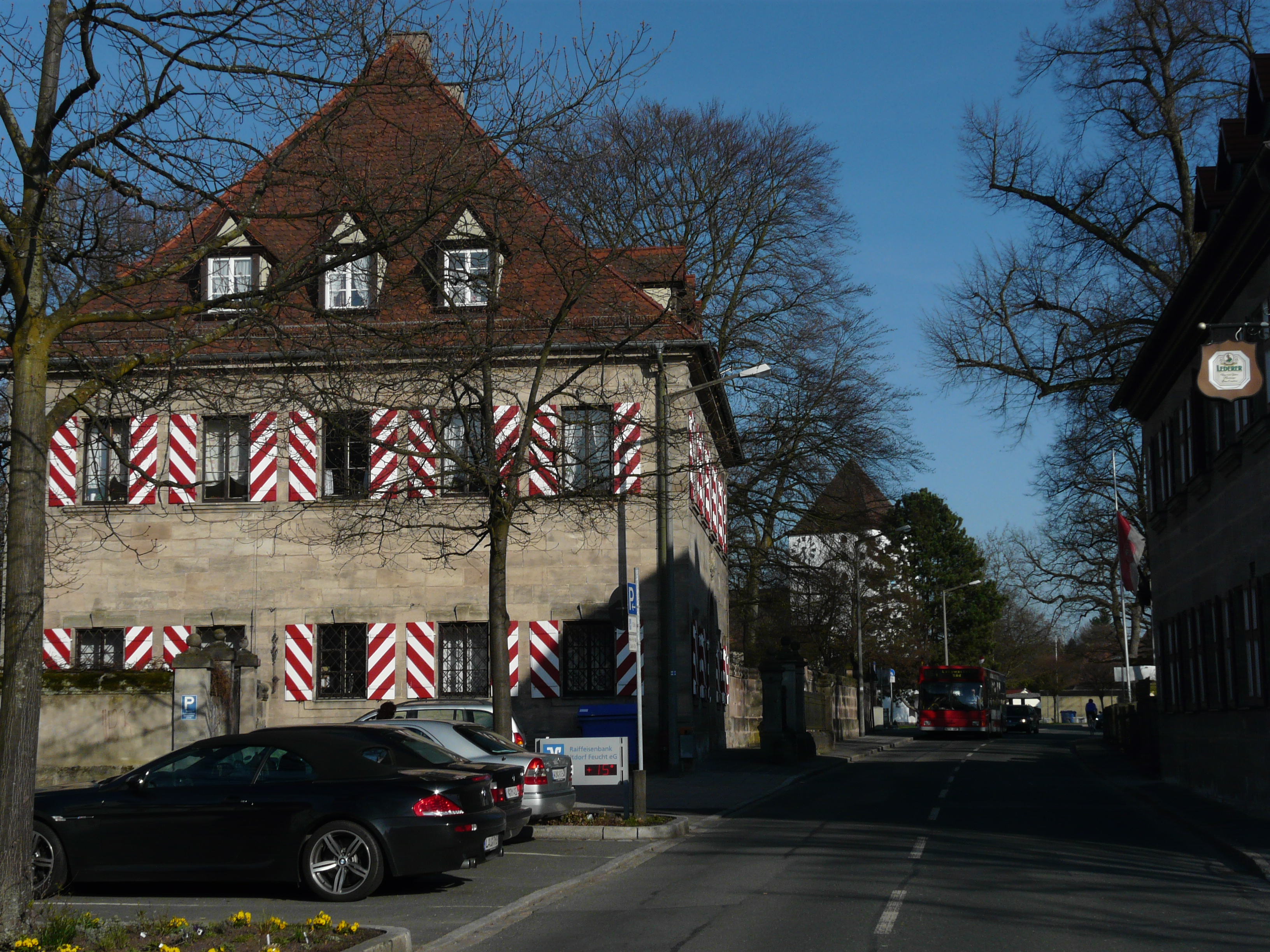
Harsdorfsches Schloss in Fischbach

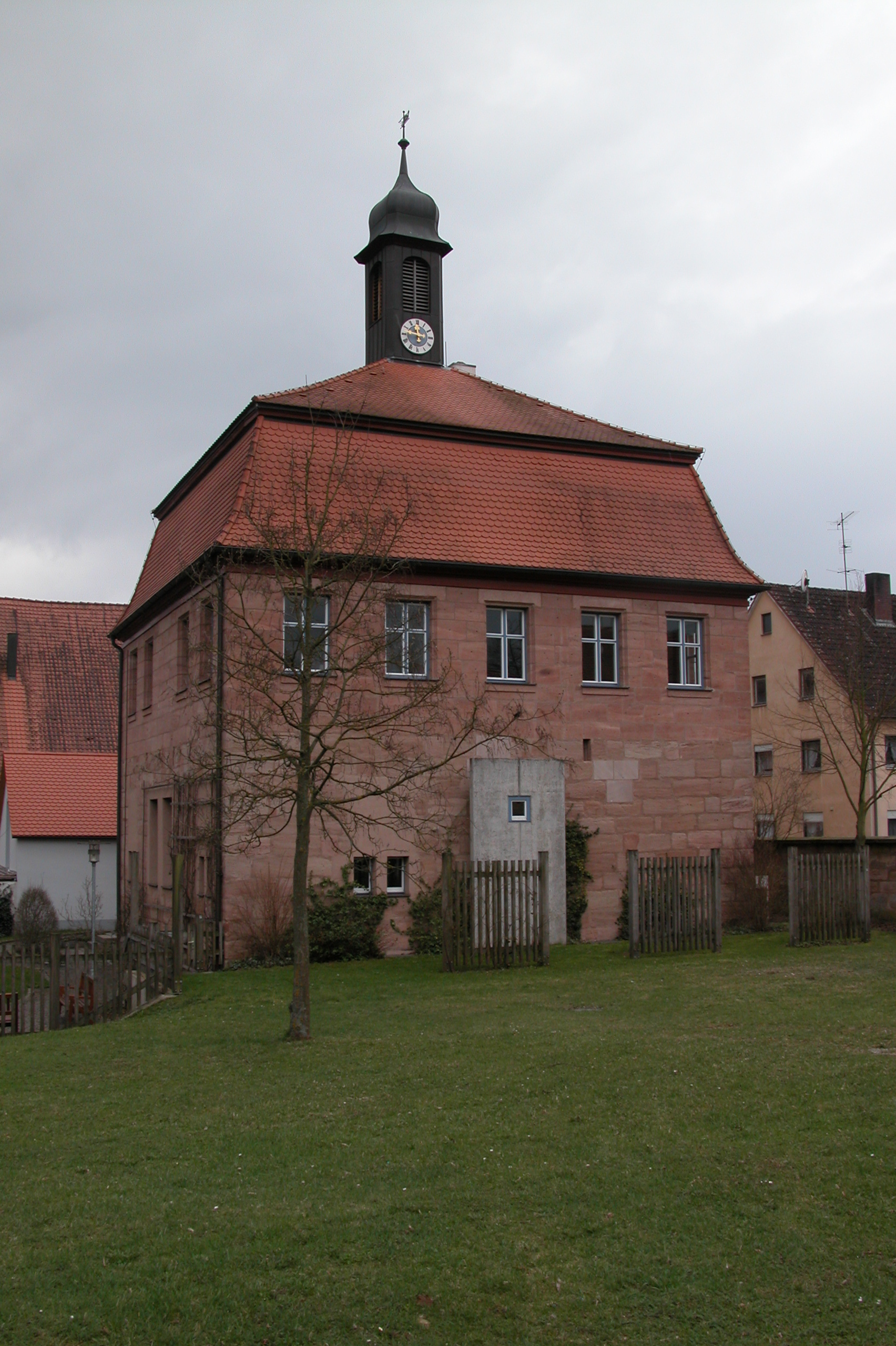
Schloss Enderndorf

Bis heute im Besitz der Freiherren Harsdorf von Enderndorf sind:
- Seit 1537 das Harsdorfsche Schloss in Fischbach
- Seit 1809 den Herrensitz „Neue Behausung“ in Diepoltsdorf bei Simmelsdorf.

## Ehemalige Besitzungen (Auszug)
Früher waren zeitweilig im Besitz der Harsdörffer:
- ? - ? das große Haus an der Spitalbrücke beim Heilig-Geist-Spital (Harsdörfferhof, der ursprünglich Hieronymus Holzschuher gehört hatte und an dessen Stelle ab 1874 die Hauptsynagoge am Hans-Sachs-Platz stand, die 1938 abgerissen wurde)

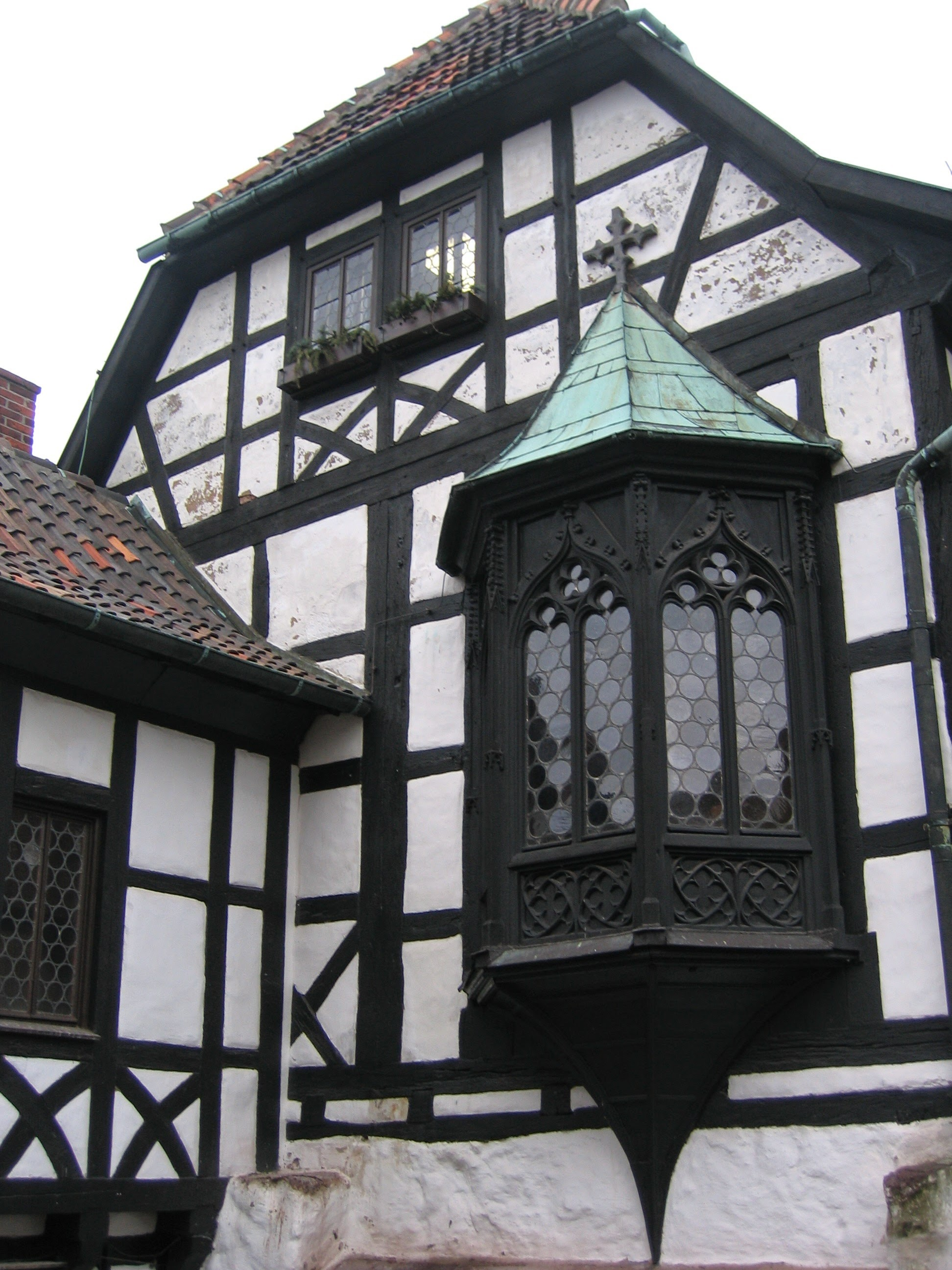
Früherer Kapellenerker des Harsdörfferhofs in Nürnberg, seit dessen Abriß an der Vogtei der Wartburg

- 1402/03–1508 der Herrensitz in Eschenbach bei Pommelsbrunn (heute: Ebnerschloss)
- 1404–? der Burgstall Spies bei Betzenstein
- 1433–? das ehemalige Lehen der Reicheneck zu Alfalter bei Kirchensittenbach
- 1438/40–1441/45 Neunhof bei Lauf
- 1466–1511 der Herrensitz und befestigten Kupferhammer mit Schmelzhütte in Enzendorf (Hartenstein)
- 1503–1519 das Zeidlerschloss in Feucht
- 1506–1516 das Schloss und Hammerwerk Thalheim bei Habburg
- 1572–1626 Rittergut und Schloss Artelshofen
- 1676–1903 Enderndorf (namensgebender Sitz)
- ? – ? zwei Höfe in Oberrüsselbach, sechs Höfe in Unterrüsselbach (18. Jh.)
- 1707–1730 der Herrensitz Weiherhaus bei Stein (Faber-Castell Park).
- ????–???? der Herrensitz Kleingeschaidt, heute „Schlossbauernhof“
- 1870–???? das Rittergut Riegelstein[1]

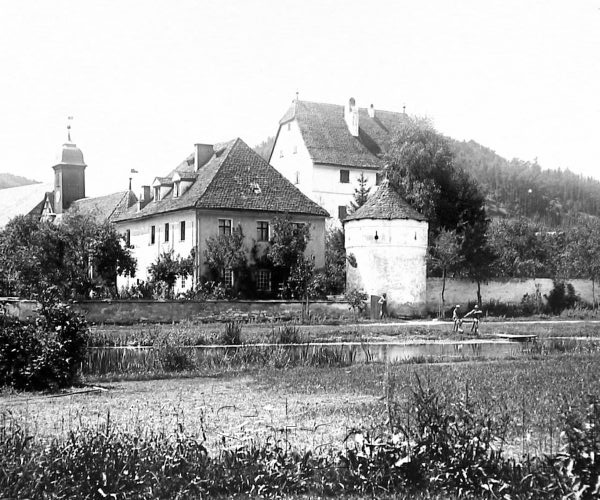
Schloss Artelshofen

## Bekannte Familienmitglieder
- Hans Harsdörffer (?–1511), Kaufmann und Montanunternehmer, 1496–1499 oberster Münzmeister im böhmischen Montanrevier Kuttenberg, schloss zusammen mit Anton Tucher und Martin Geuder 1502 den Vertrag von Erfurt mit Markgraf Friedrich dem Älteren von Brandenburg; ab 1504 Nürnberger Diplomat in Böhmen zur Absicherung der Nürnberger Eroberungen im Landshuter Erbfolgekrieg.
- Anna Harsdörffer (1528–1601), Tochter des Wolff Harsdörffer und der Ehrentraud Welser, 1545 Ehefrau von Willibald Imhoff
- Georg Philipp Harsdorf (1607–1658), Jurist und Schriftsteller, Assessor am Stadtgericht, Ratsherr, 1644 Mitbegründer (mit Johann Klaj) und Präses des Pegnesischen Blumenordens. „Erfinder“ des Nürnberger Trichters
- Georg Friedrich Harsdörffer (1646–1713), Bürgermeister von Ulm
- Junker Albrecht Harsdörffer, Bürgermeister von Ulm, wurde wegen Erschießung seines Amtskollegen Marx Christoph Besserer von Thalfingen 1738 hingerichtet
- Carl Christoph Harsdorf von Enderndorf (1778–1839), Jurist, Assessor am Land- und Bauerngericht, und Zweiter Bürgermeister und Magistratsrat, Pfleger der Sparkasse Nürnberg, Gründungsmitglied der patrizischen 'Christoph-Gesellschaft'.

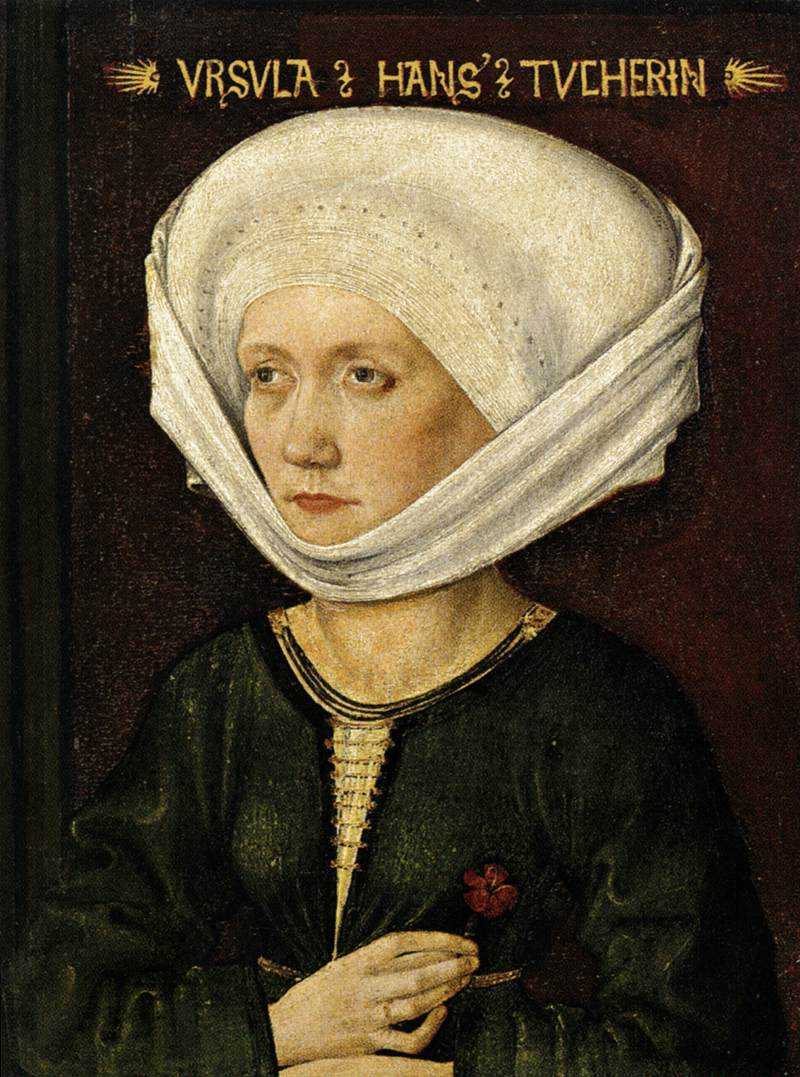
Ursula Tucher geb. Harsdörfferin († 1504), Gemahlin des Hans Tucher (von Michael Wolgemut, 1478)
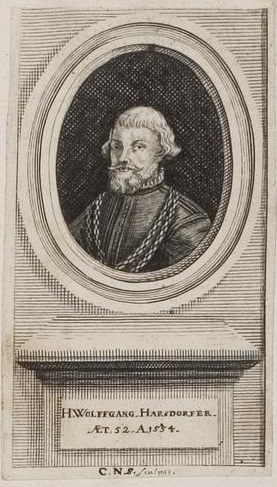
Wolfgang Harsdörfer (1502–1557), Ratsherr, Bürgermeister
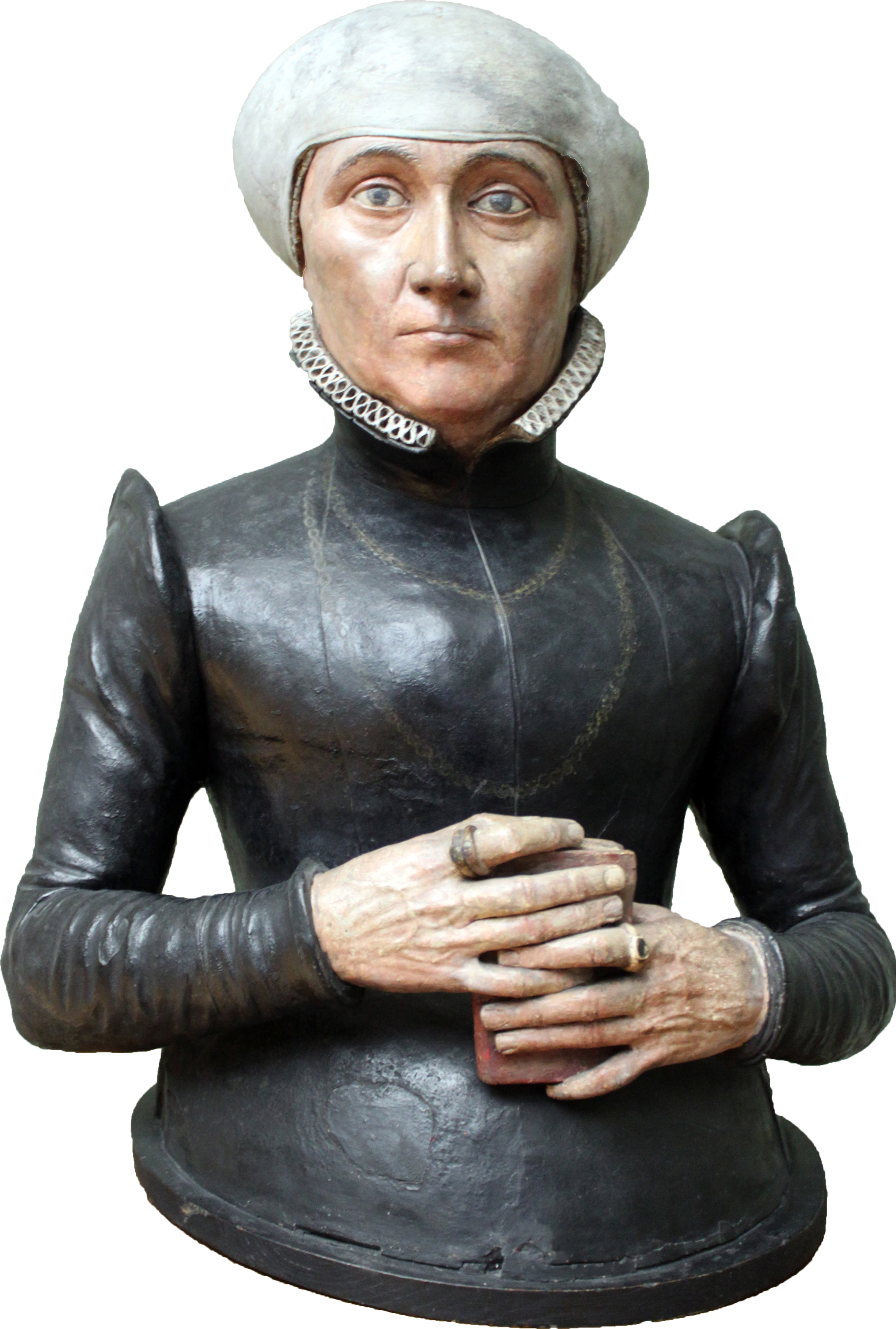
Büste der Anna Imhoff geb. Harsdörffer (1528–1601), von Johan Gregor van der Schardt, 1580, Gemahlin des Willibald Imhoff
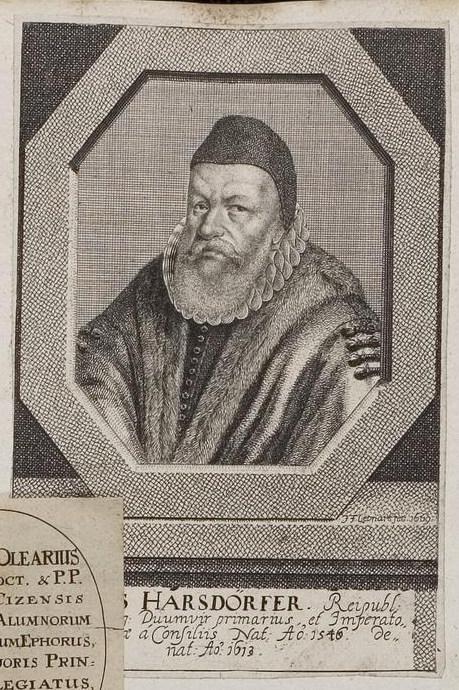
Paul Harsdörffer (1546–1613), Älterer Bürgermeister
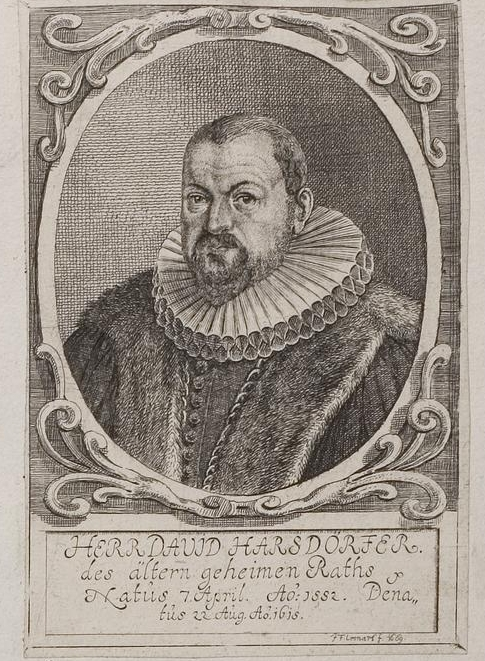
David Harsdörfer (1552–1615), Ratsherr, Bürgermeister
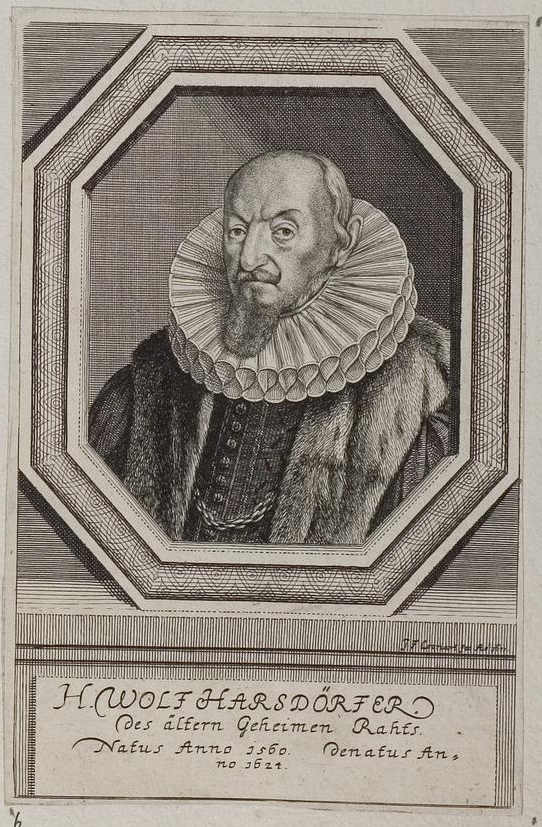
Wolfgang Harsdörfer (1560–1624), Ratsherr, Bürgermeister
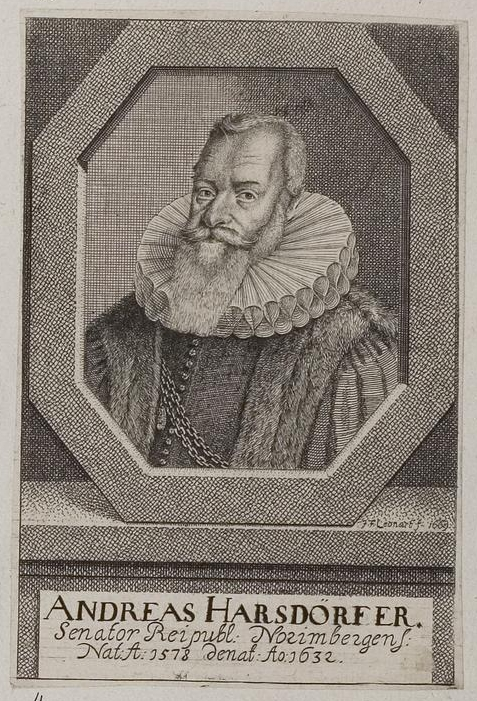
Andreas Harsdörfer (1578–1632), Ratsherr
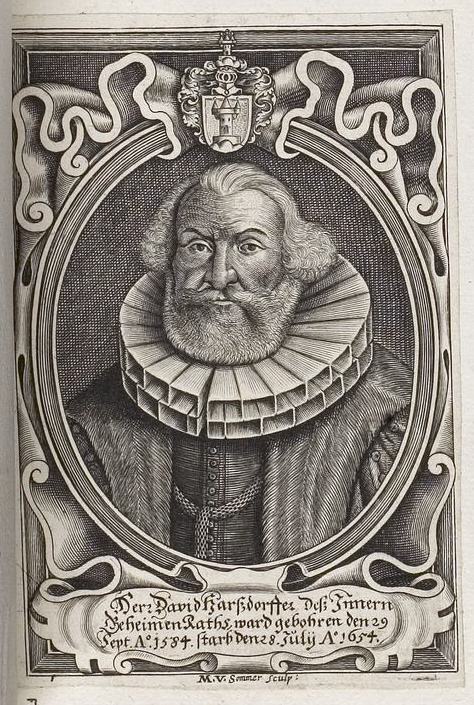
David Harsdörfer (1584–1654), Ratsherr, Bürgermeister
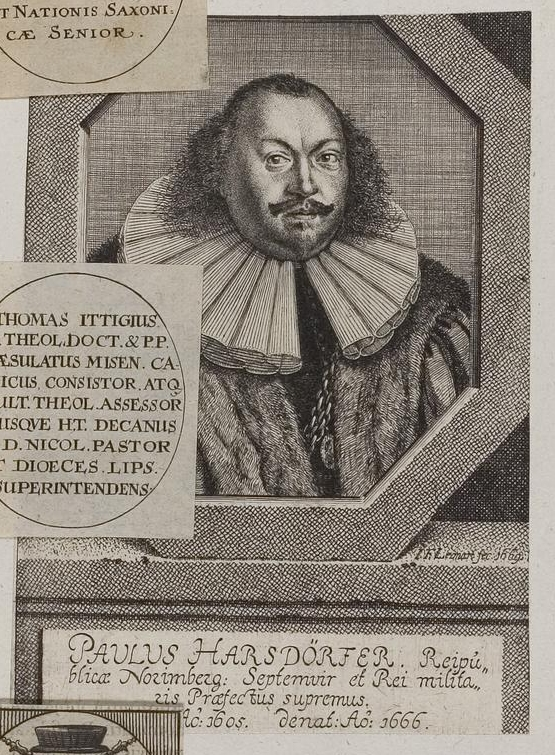
Paul Harsdörfer (1605–1666), Ratsherr, Waagherr, Hauptmann der städtischen Miliz, Kriegsobrist
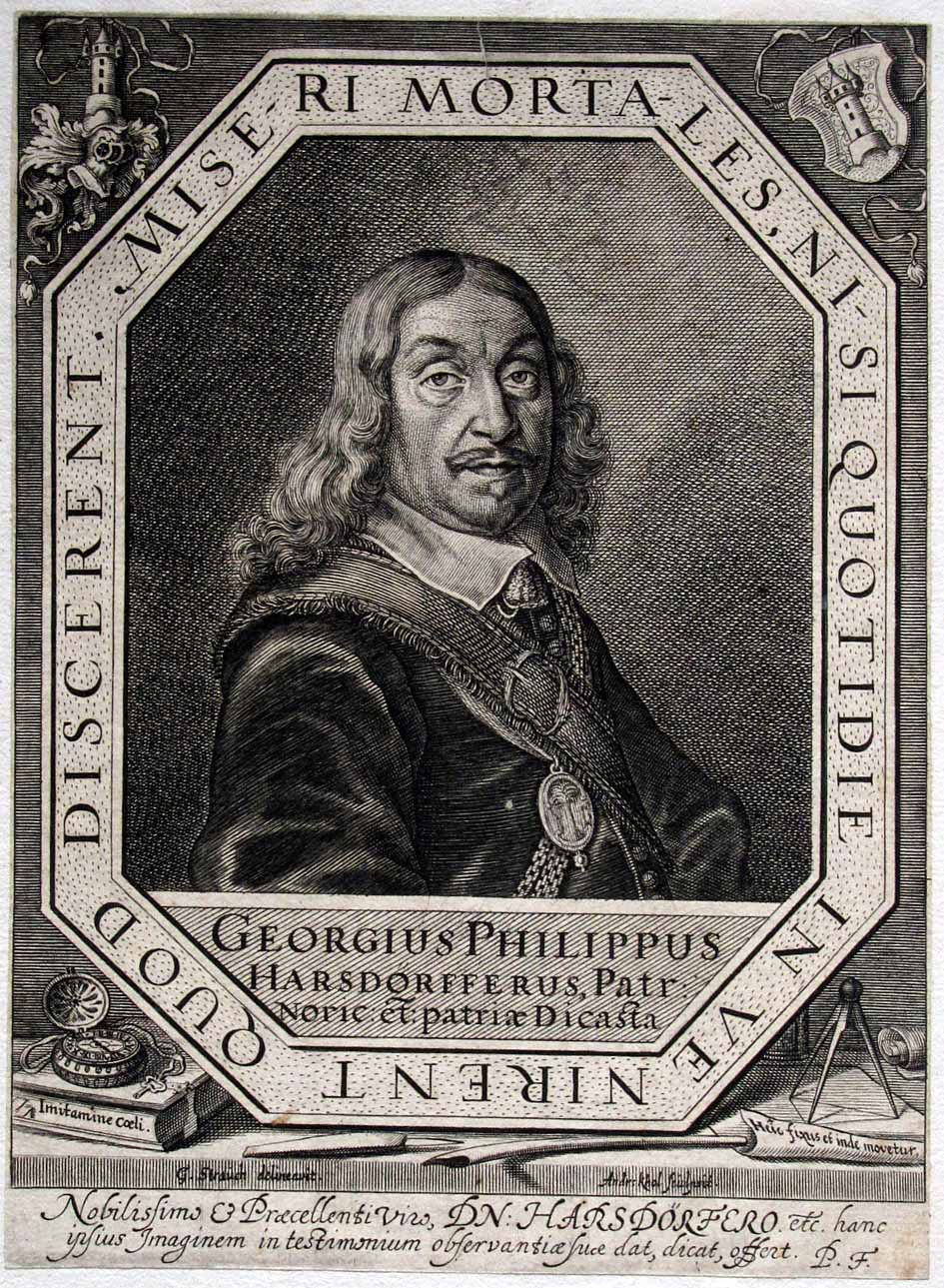
Georg Philipp Harsdörffer (1607–1658), Jurist und Schriftsteller
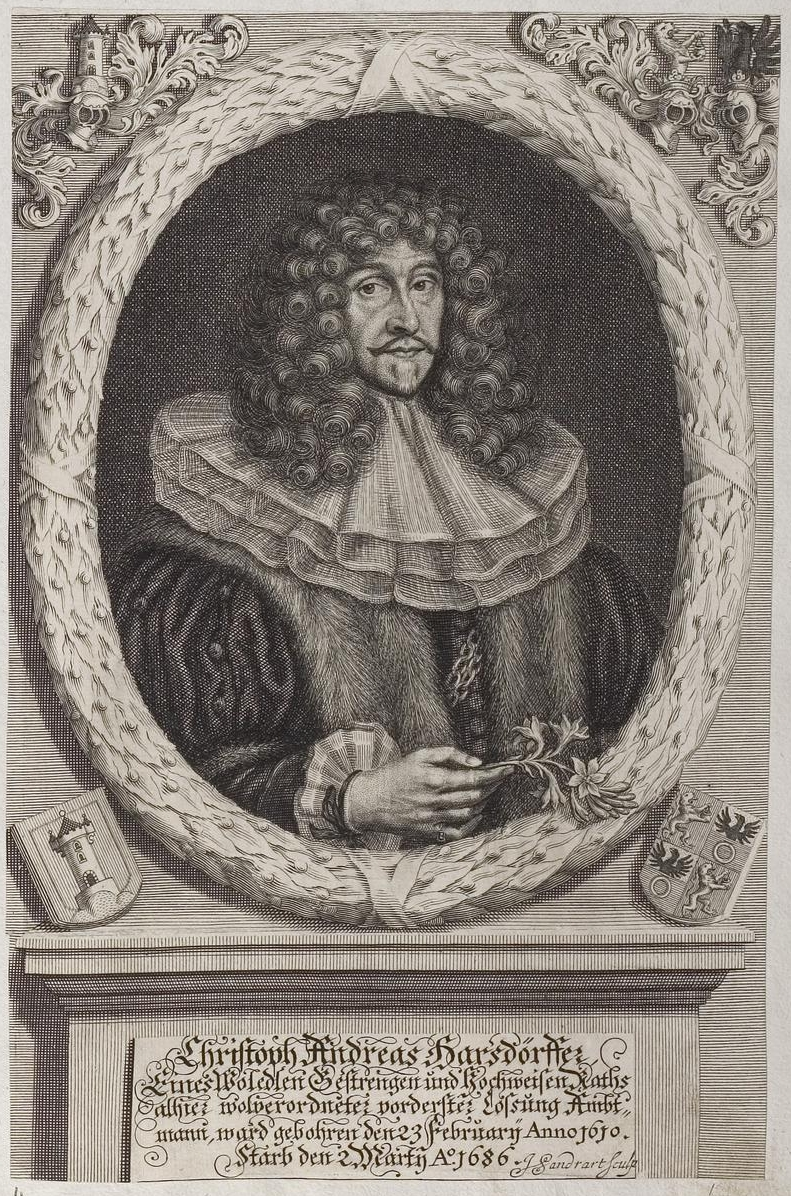
Christoph Andreas Harsdörfer (1610–1686), Vorderster Losunger
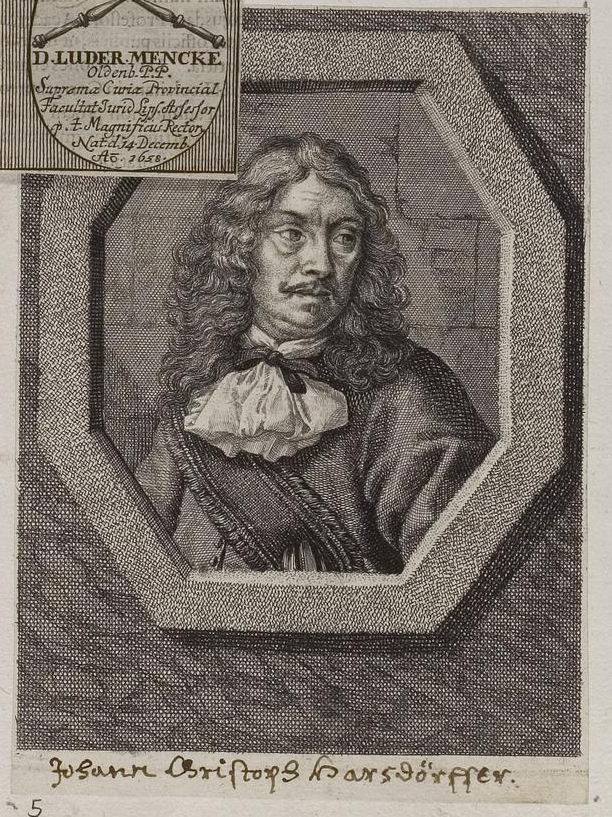
Johann Christoph Harsdörfer, Amtmann
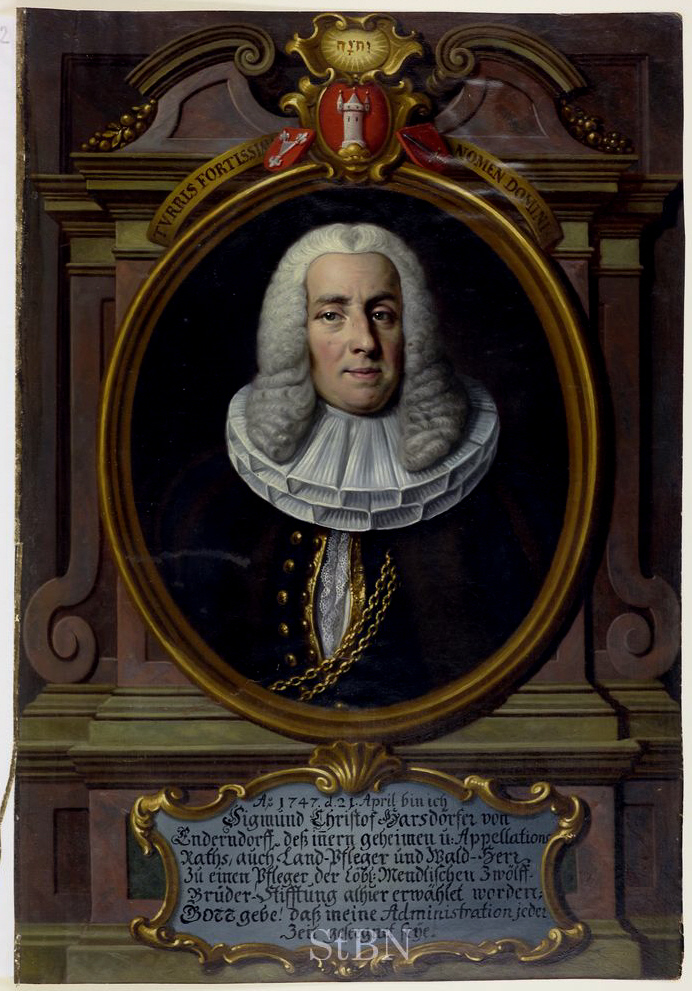
Sigmund Christoph Harsdörfer von Enderndorf, Pfleger der Mendelschen Zwölfbrüderstiftung (1747)

## Wappen
In Rot auf goldenem Dreiberg ein silberner Turm ohne Tor mit drei Schießscharten.

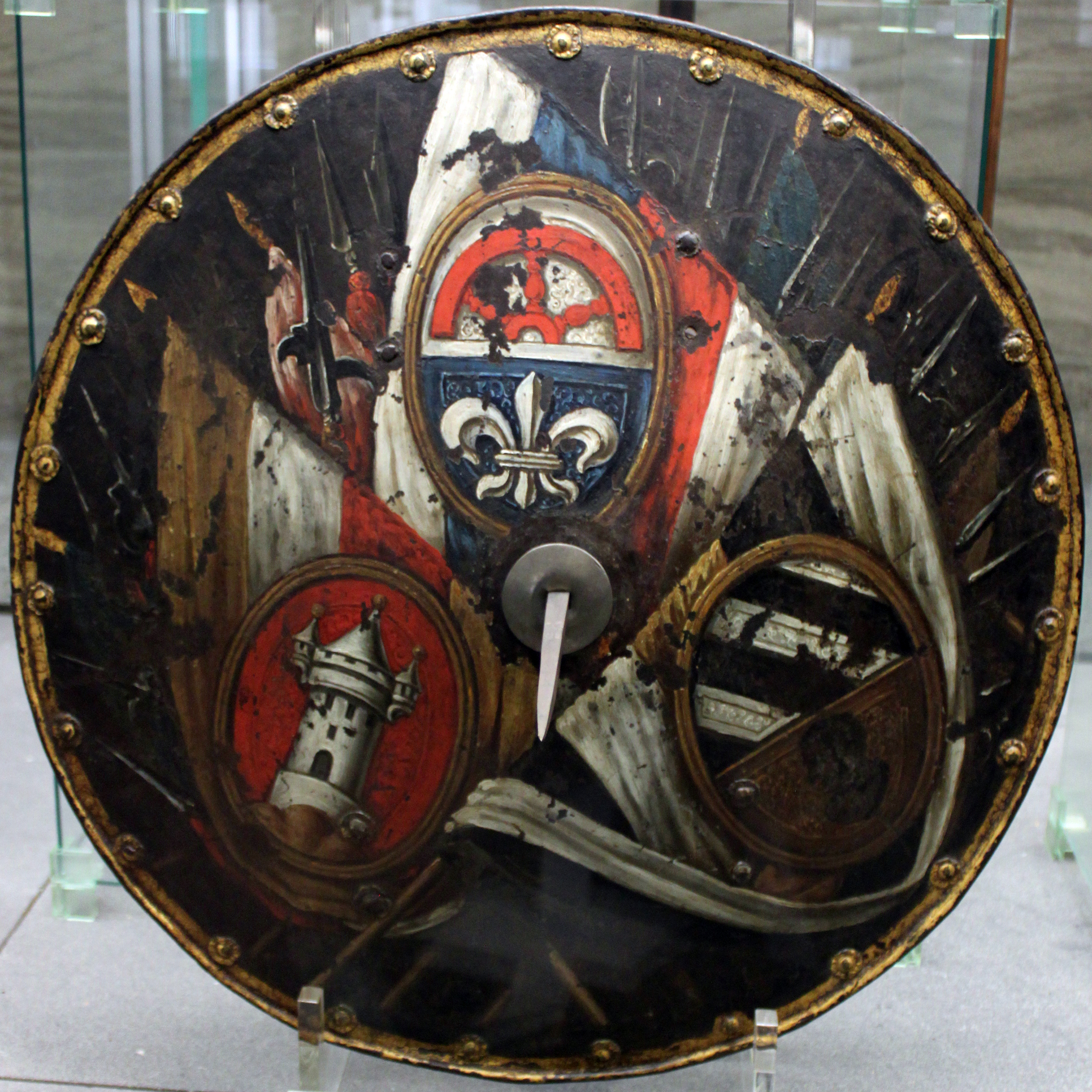
Rundschild mit den Wappen der drei obersten Hauptleute Volckamer, Harsdörffer und Tucher, 1590
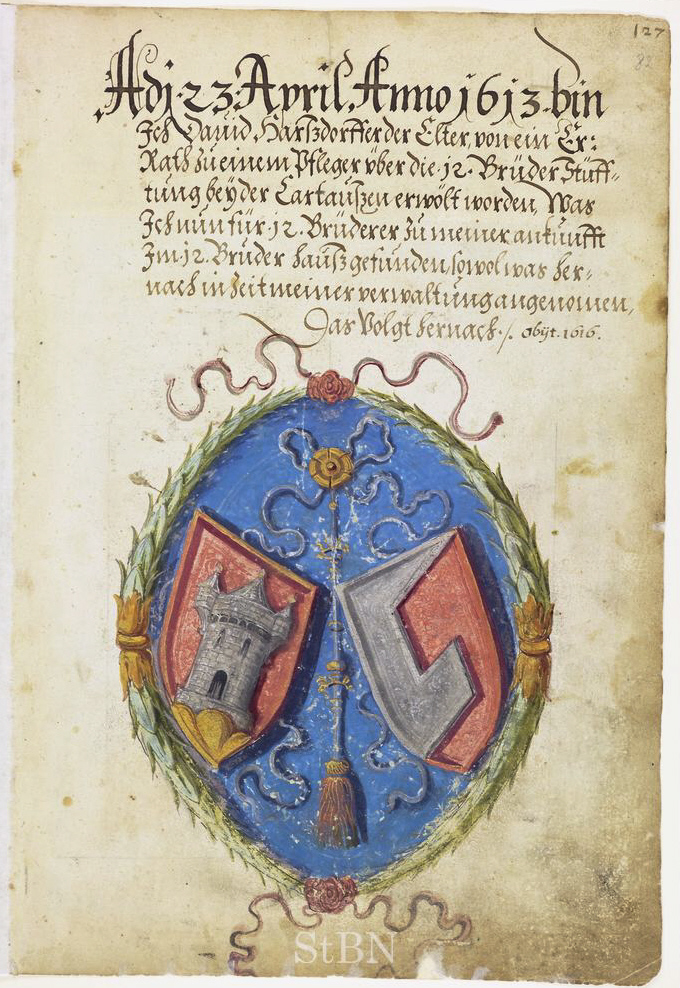
Allianzwappen von David Harßdorffer, Pfleger der Mendelschen Zwölfbrüderstiftung, und seiner Ehefrau Maria Örtel (1613)
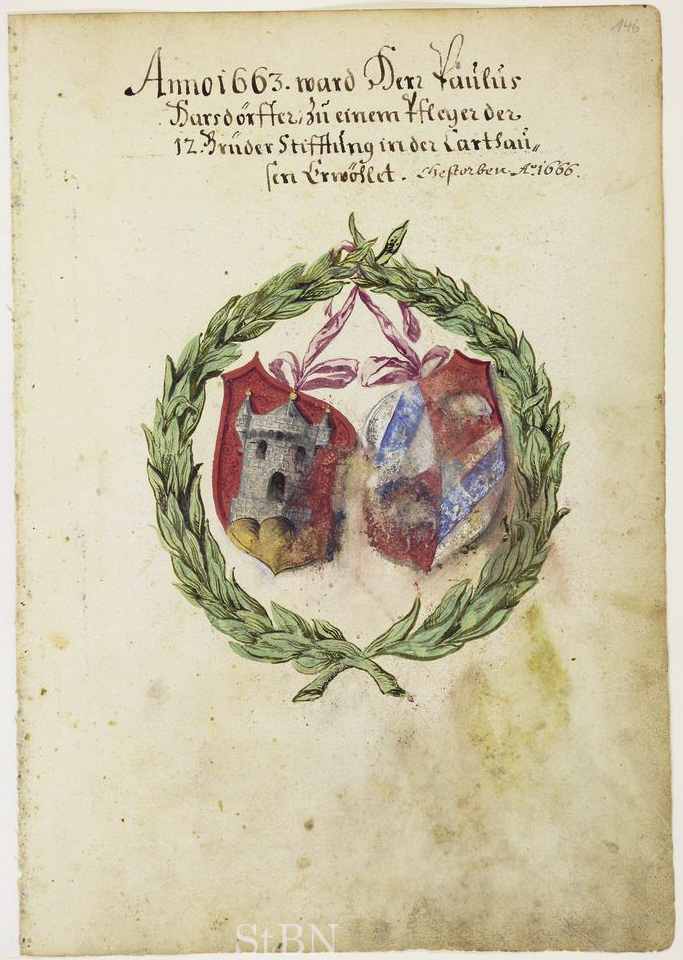
Allianzwappen des Paulus Harsdörffer, Pfleger der Mendelschen Zwölfbrüderstiftung, und seiner Ehefrau Barbara Löffelholz (1663)
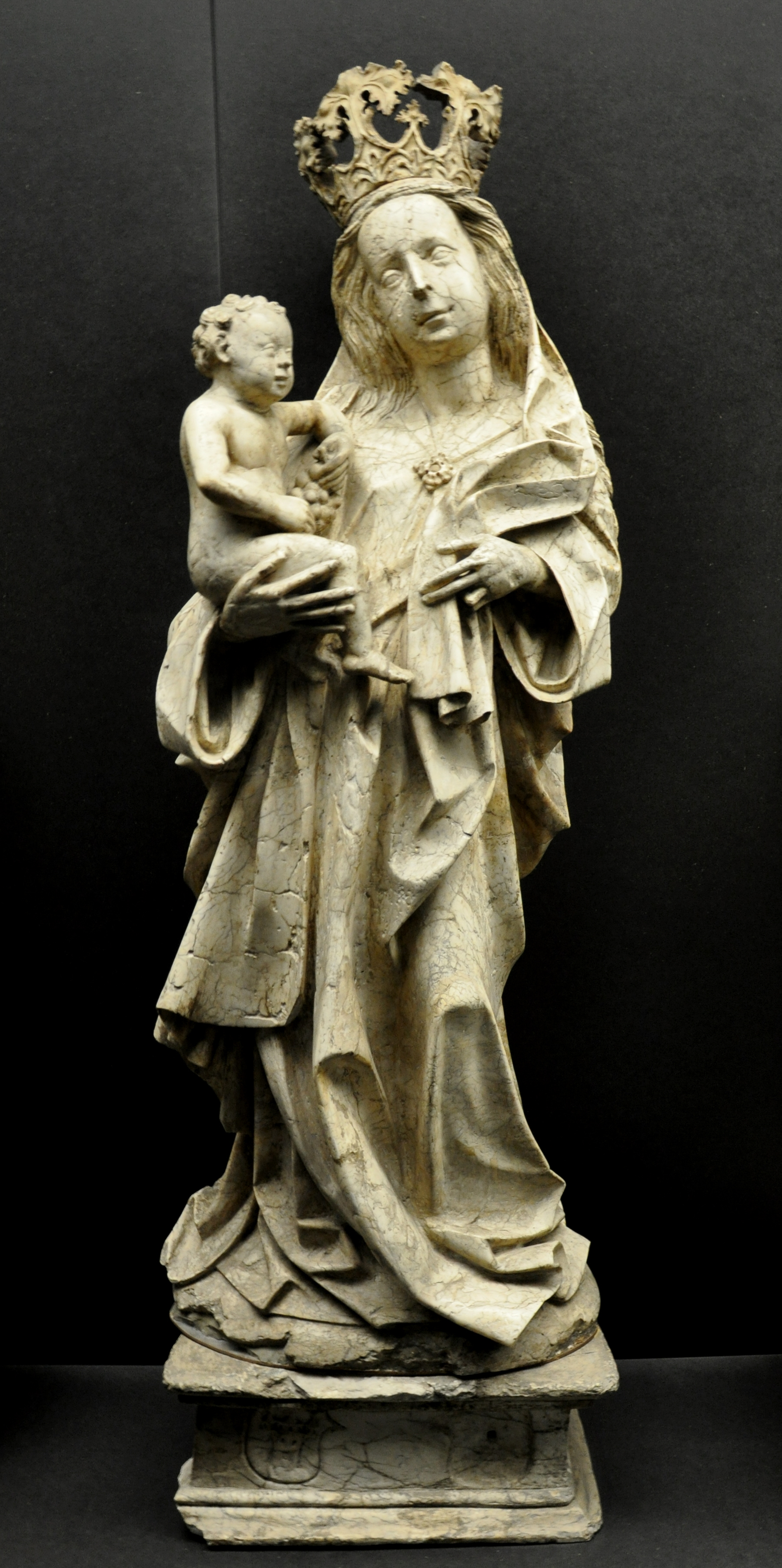
Muttergottes mit Harsdörffer-Wappen, um 1460 (Liebieghaus, Frankfurt)
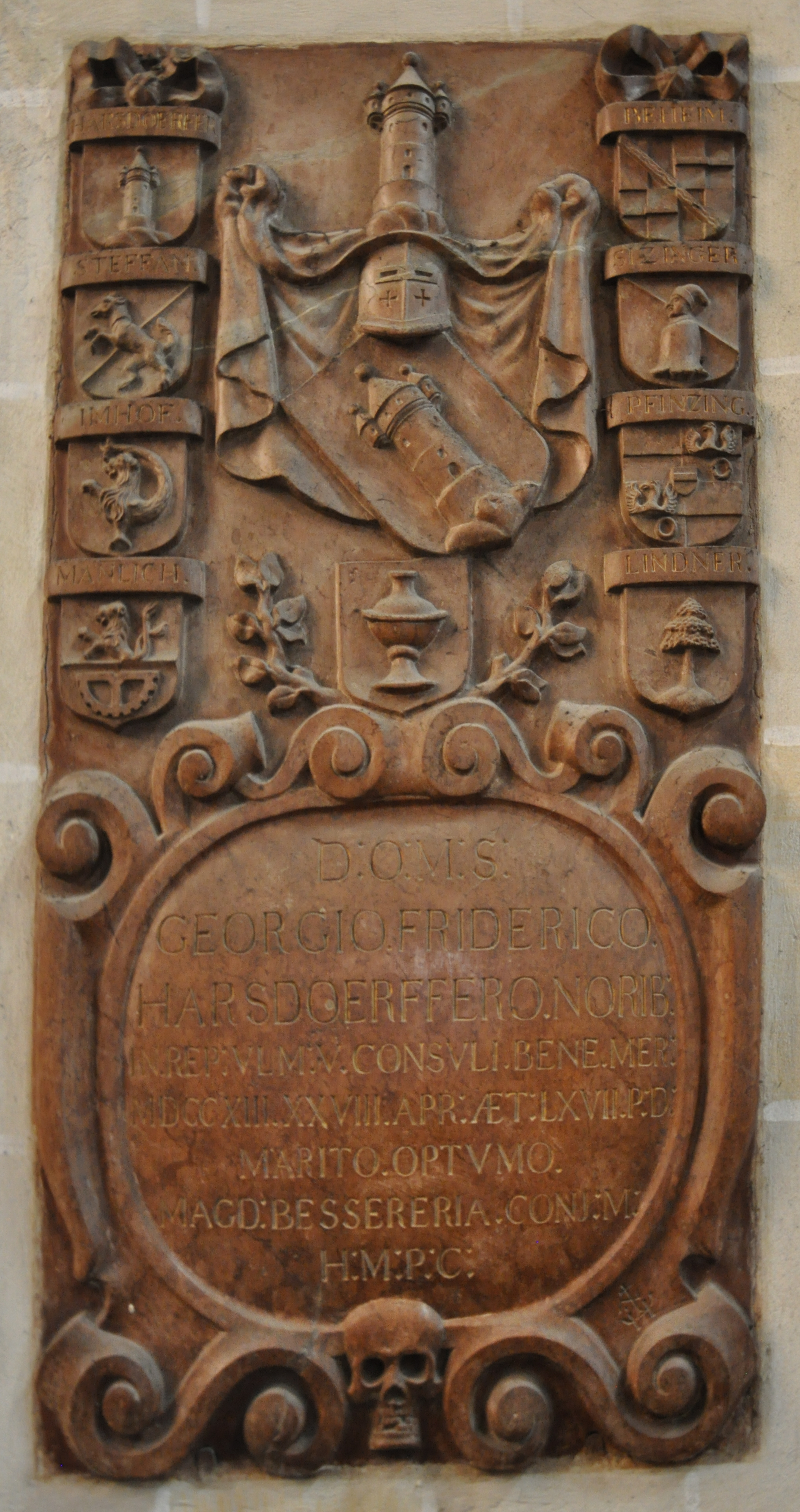
Grabstein des Ulmer Bürgermeisters Georg Friedrich Harsdörffer (1646–1713) und seiner Frau Magdalena Besserer (Ulmer Münster)

## Stiftungen (Auszug)
- Harsdörfer Altar: fünf Altarflügel für den Altar der Katharinenkirche aus der Werkstatt von Hans Traut dem Jüngeren (gestiftet von Andreas Harsdorf und Ehefrau Ursula Behaim, 1490/95), heute in der Lorenzkirche. Auf den beiden linken Flügeln unten das Harsdörfer-Wappen, auf den rechten das Behaim-Wappen.
- Ölberggruppe für das Chorhaupt der Kartäuserkirche aus der Werkstatt von Adam Kraft (Peter Harsdorf, 1489/99)
- Artelshofener Altar von Wolf Traut (1514) mit ehelichen Stifterwappen (links: Harsdorf, rechts: Staiber), ursprünglich in der Tuchmacherkapelle von St. Lorenz in Nürnberg, ab dem 17. Jh. in der Patronatskirche der Harsdorffer in Artelshofen (damals Ersetzung der Stifterbilder), heute: Bayerisches Nationalmuseum München[2]

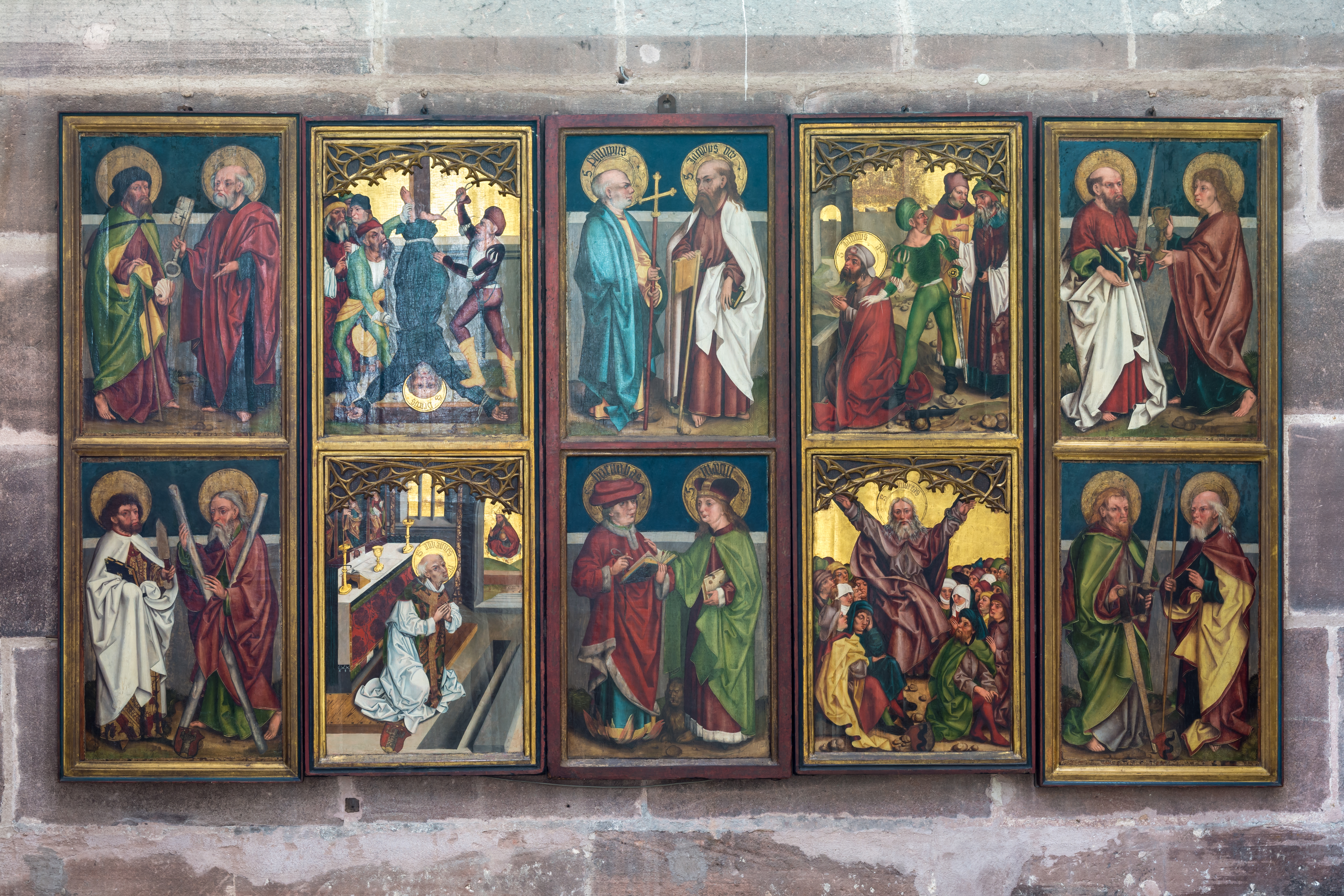
Harsdörfer Altar in der Lorenzkirche, Hans Traut der Jüngere, um 1490–95
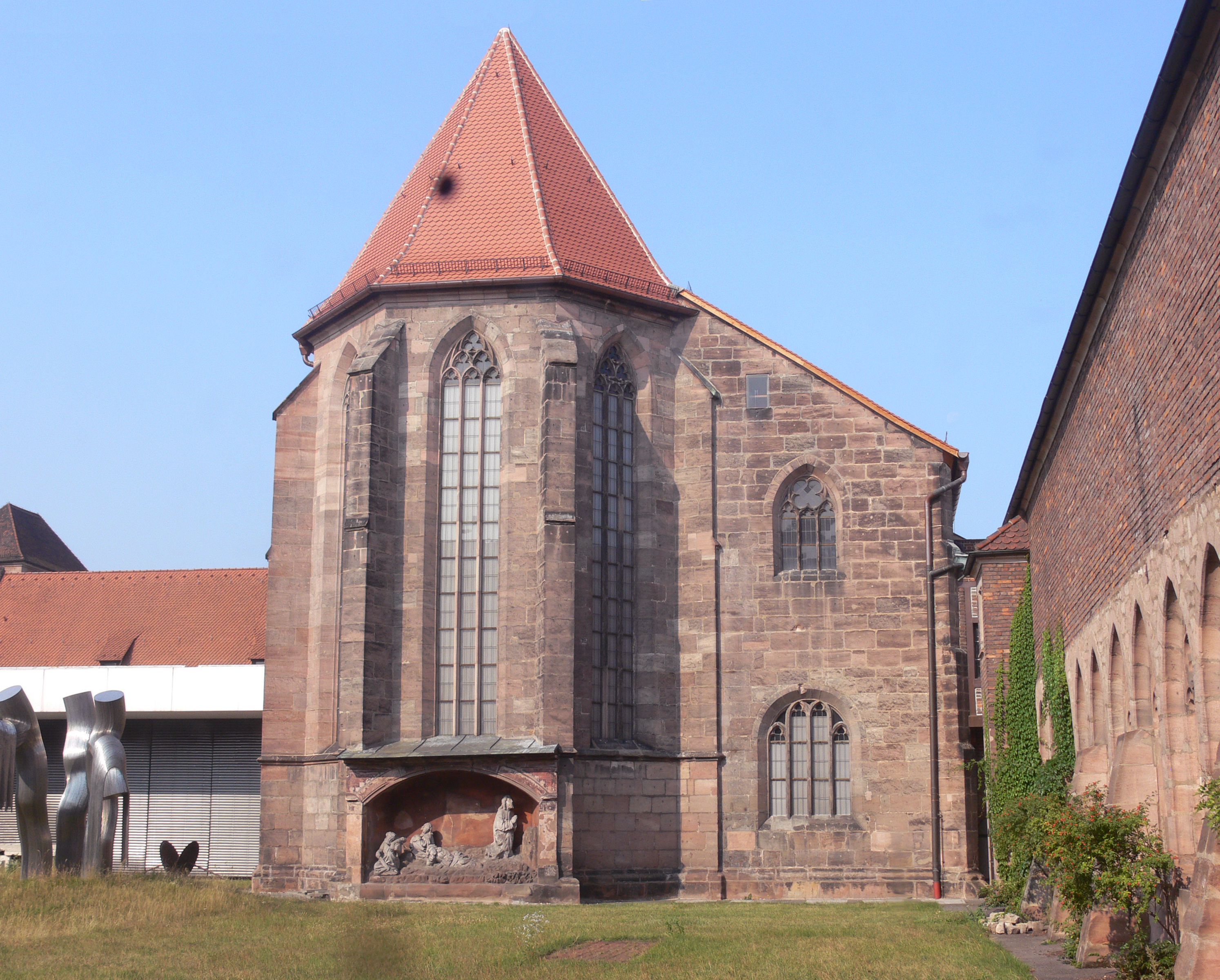
Ölberggruppe aus der Werkstatt von Adam Kraft am Chorhaupt der Kartäuserkirche (1489/99 von Peter Harsdorf gestiftet)
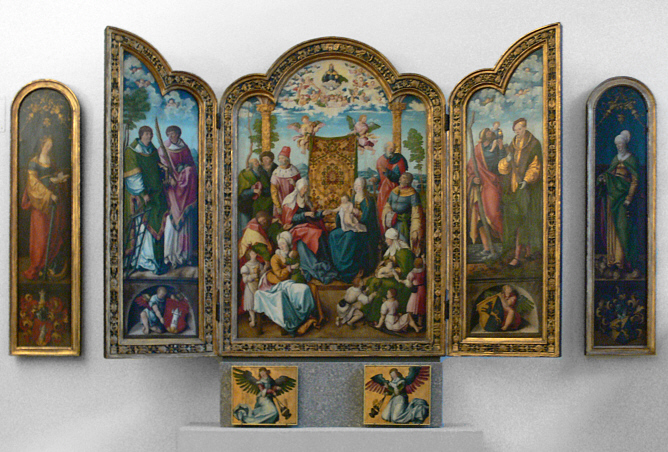
Artelshofener Altar von Wolf Traut (1514, heute Bayerisches Nationalmuseum München)